# Sulcatistroma nolinae
Sulcatistroma nolinae är en svampart som beskrevs av A.W. Ramaley 2005. Sulcatistroma nolinae ingår i släktet Sulcatistroma, ordningen Calosphaeriales, klassen Sordariomycetes, divisionen sporsäcksvampar och riket svampar.   Inga underarter finns listade i Catalogue of Life.